# The Platinum Collection (Mina)
The Platinum Collection, pubblicato nel 2004, è una raccolta di successi della cantante italiana Mina.
Nel 2012, questa raccolta è stata rimossa dalla discografia sul sito ufficiale minamazzini.com.

## Descrizione
La confezione contiene tre compact disc per un totale di 53 brani.
I risultati di vendita della raccolta sono stati superiori alle più ottimistiche previsioni, con più di 600 000 copie vendute e una costante presenza in classifica anche negli anni successivi.
Alcune canzoni, pubblicate in precedenza solo su vinile, sono state rimasterizzate e pubblicate in supporto digitale per la prima volta.
- Caro

45 giri del '68, lato B di Vorrei che fosse amore, presente anch'esso in questa raccolta. Caro è l'unico pezzo in cui la cantante duetta con Augusto Martelli e uno dei pochissimi pezzi in cui compare anche come autrice.
- Dai dai domani

45 giri del '69, lato B di Non credere, presente anch'esso in questa raccolta. Cover di un brano brasiliano di Carlos Imperial dal titolo A Praça.
- La musica è finita

Più conosciuta nella versione di Ornella Vanoni, l'incisione di Mina fu pubblicata su vinile nel '68 (Le più belle canzoni italiane interpretate da Mina), un album dato in omaggio agli abbonati delle riviste Amica, La Domenica del Corriere e Tribuna illustrata.
- Can't Take My Eyes Off You

Tratta dal CD singolo Don't Call Me Baby uscito nel 2003, che conteneva inoltre la versione strumentale più due "spot cut" di 45 e 30 secondi utilizzati per la pubblicità TV della Fiat Panda.
Nella prima tiratura del cofanetto, all'interno del terzo CD, è stata inserita per errore la versione di Something datata 1971, anziché quella del 1993 di Mina canta i Beatles (Nei dettagli del brano qui riportati, appaiono tutte e due le versioni).

## Tracce
CD 1 (1968-1975)
1. L'importante è finire – 3:17 (testo: Cristiano Malgioglio – musica: Alberto Anelli; edizioni musicali PDU / Curci) – Tratta da La Mina (1975)
2. Non gioco più – 2:53 (testo: Roberto Lerici – musica: Gianni Ferrio; edizioni musicali PDU / Curci) – Tratta da Del mio meglio n. 3 (1975)
3. Amor mio – 4:43 (testo: Mogol – musica: Lucio Battisti; edizioni musicali Acqua Azzurra) – Tratta da Mina (1971)
4. Io e te da soli – 4:31 (testo: Mogol – musica: Lucio Battisti; edizioni musicali Acqua Azzurra / PDU) – Tratta da Del mio meglio (1971)
5. Insieme – 4:07 (testo: Mogol – musica: Lucio Battisti; edizioni musicali Acqua Azzurra / PDU) – Tratta da ...quando tu mi spiavi in cima a un batticuore... (1970)
6. Parole parole (feat. Alberto Lupo) – 3:55 (testo: Leo Chiosso, Giancarlo Del Re – musica: Gianni Ferrio; edizioni musicali PDU / Curci) – Tratta da Cinquemilaquarantatre (1972)
7. Bugiardo e incosciente (La tieta) – 6:18 (testo: Paolo Limiti – musica: Joan Manuel Serrat; edizioni musicali PDU / Southern) – Tratta da ...bugiardo più che mai... più incosciente che mai... (1969)
8. Non credere – 4:06 (testo: Mogol, Ascri (Luigi Clausetti) – musica: Roberto Soffici; edizioni musicali Fonofilm / PDU) – Tratta da ...bugiardo più che mai... più incosciente che mai... (1969)
9. E poi... – 4:48 (testo: Andrea Lo Vecchio – musica: Shel Shapiro; edizioni musicali PDU / Shesha) – Tratta da Frutta e verdura (1973)
10. Emozioni – 4:33 (testo: Mogol – musica: Lucio Battisti; edizioni musicali Acqua Azzurra) – Tratta da Minacantalucio (1975)
11. La voce del silenzio – 3:46 (testo: Mogol, Paolo Limiti – musica: Elio Isola; edizioni musicali ACE Adriatica / Picchio Rosso) – Tratta da Canzonissima '68 (1968)
12. Fa qualcosa – 3:55 (testo: Alberto Testa – musica: Walter Malgoni; edizioni musicali PDU / Italcarisch) – Tratta da Frutta e verdura (1973)
13. Vorrei che fosse amore – 2:26 (testo: Antonio Amurri – musica: Bruno Canfora; edizioni musicali Curci) – Tratta da Canzonissima '68 (1968)
14. E penso a te – 3:38 (testo: Mogol – musica: Lucio Battisti; edizioni musicali Acqua Azzurra) – Tratta da Mina (1971)
15. Zum zum zum – 2:36 (testo: Antonio Amurri – musica: Bruno Canfora; edizioni musicali Curci) – Tratta da Canzonissima '68 (1968)
16. Grande, grande, grande – 3:56 (testo: Alberto Testa – musica: Tony Renis; edizioni musicali Italcarisch / PDU) – Tratta da Mina (1971)
17. Caro (1968) – 3:15 (testo: Mina, Maurizio Seymandi – musica: Augusto Martelli; edizioni musicali Peer) – Inedita su album
18. Dai dai domani (A praça) (1969) – 2:57 (testo: Paolo Limiti – musica: Carlos Imperial; edizioni musicali Eurovox / PDU) – Inedita su album
19. La musica è finita – 3:08 (testo: Nisa, Franco Califano – musica: Umberto Bindi; edizioni musicali Universal) – Tratta da Le più belle canzoni italiane interpretate da Mina (1968)

Durata totale: 72:48
CD 2 (1976-1989)
1. Questione di feeling (feat. Riccardo Cocciante) – 4:33 (testo: Mogol – musica: Riccardo Cocciante; edizioni musicali L'Altra Metà / GSU S.A.) – Tratta da Finalmente ho conosciuto il conte Dracula... (1985)
2. Ancora ancora ancora (1978) – 4:13 (testo: Cristiano Malgioglio – musica: Gian Pietro Felisatti; edizioni musicali PDU Italiana / Insieme) – Tratta da Del mio meglio n. 7 (1983)
3. Magica follia – 3:53 (Andrea Lo Vecchio; edizioni musicali GSU S.A.) – Tratta da Italiana (1982)
4. Les cornichons (Big Nick) – 2:59 (testo: Nino Ferrer – musica: James Booker; edizioni musicali Paul Beuscher) – Tratta da Uiallalla (1989)
5. Una lunga storia d'amore – 3:25 (Gino Paoli; edizioni musicali CAM S.p.A. / Canale 5 Music) – Tratta da Uiallalla (1989)
6. Già visto – 5:13 (testo: Massimiliano Pani – musica: Celso Valli; edizioni musicali GSU S.A. / Katmandu) – Tratta da Italiana (1982)
7. Momento magico – 6:18 (Anselmo Genovese; edizioni musicali PDU Italiana / GSU S.A.) – Tratta da Catene (1984)
8. Allora sì – 4:10 (testo: Franco Califano – musica: Massimo Guantini; edizioni musicali GSU S.A. / Scogliera) – Tratta da Mina 25 (1983)
9. Via di qua (feat. Fausto Leali) – 4:51 (testo: Giorgio Calabrese – musica: Massimiliano Pani; edizioni musicali GSU S.A.) – Tratta da Sì, buana (1986)
10. Senza fiato – 4:01 (testo: Osvaldo Miccichè, Anselmo Genovese – musica: Anselmo Genovese; edizioni musicali PDU Italiana / GSU S.A.) – Tratta da Italiana (1982)
11. Se il mio canto sei tu – 4:22 (testo: Paola Blandi – musica: Beppe Cantarelli; edizioni musicali PDU / Blue Team) – Tratta da Attila (1979)
12. Rose su rose – 3:56 (testo: Massimiliano Pani – musica: Massimiliano Pani, Piero Cassano; edizioni musicali Fun House / GSU S.A. / Trouble Music) – Tratta da Catene (1984)
13. Ma che bontà – 2:59 (Enrico Riccardi; edizioni musicali PDU / Jubal) – Tratta da Mina con bignè (1977)
14. Un'aquila nel cuore – 3:32 (Anselmo Genovese; edizioni musicali PDU Italiana / GSU S.A.) – Tratta da Mina 25 (1983)
15. Buonanotte buonanotte – 5:54 (testo: Carla Vistarini – musica: Fabio Massimo Cantini; edizioni musicali PDU) – Tratta da Kýrie (1980)
16. Città vuota (It's a Lonely Town) (1978) – 4:59 (testo: Giuseppe Cassia – musica: Doc Pomus, Mort Shuman; edizioni musicali Aberbach) – Tratta da Mina Studio Collection (1998)
17. Tres palabras – 3:21 (Osvaldo Farrés; edizioni musicali Southern Music) – Tratta da Salomè (1981)
18. Il cielo in una stanza (feat. Renato Sellani) – 2:41 (Gino Paoli; edizioni musicali Fama) – Tratta da Oggi ti amo di più (1988)

Durata totale: 75:20
CD 3 (1990-2003)
1. Neve – 5:16 (Giovanni Donzelli, Vincenzo Leomporro; edizioni musicali GSU S.A.) – Tratta da Sorelle Lumière (1992)
2. Il pazzo – 4:05 (Giancarlo Bigazzi; edizioni musicali Il Bigallo / GSU S.A.) – Tratta da Veleno (2002)
3. Volami nel cuore – 3:32 (testo: Alberto Testa – musica: Manrico Mologni, Gualtiero Malgoni; edizioni musicali GSU S.A. / Peer / EMI Music) – Tratta da Cremona (1996)
4. Johnny – 4:53 (Giulia Fasolino; edizioni musicali Cambio Musica / GSU S.A.) – Tratta da Leggera (1997)
5. Non c'è più audio – 4:44 (Giovanni Donzelli, Vincenzo Leomporro; edizioni musicali GSU S.A.) – Tratta da Pappa di latte (1995)
6. In vista della sera – 5:06 (testo: Camillo Castellari – musica: Corrado Castellari; edizioni musicali GSU S.A. / Taitù Music) – Tratta da Ti conosco mascherina (1990)
7. Can't Take My Eyes Off You (2003) – 5:23 (Bob Gaudio, Bob Crewe; edizioni musicali EMI Music) – Inedita su album
8. Un'estate fa (Une belle histoire) – 4:00 (testo: Pierre Delanoë, Franco Califano – musica: Michel Fugain; edizioni musicali Southern) – Tratta da Ti conosco mascherina (1990)
9. Fosse vero – 4:16 (testo: Alberto De Martini – musica: Massimiliano Pani; edizioni musicali GSU S.A.) – Tratta da Canarino mannaro (1994)
10. Amore, amore, amore mio – 4:53 (testo: Corrado Castellari, Giacinto De Mitri – musica: Corrado Castellari; edizioni musicali GSU S.A. / Taitù Music) – Tratta da Sorelle Lumière (1992)
11. Raso (feat. Audio 2) – 4:26 (Giovanni Donzelli, Vincenzo Leomporro; edizioni musicali GSU S.A.) – Tratta da Lochness (1993)
12. Something (George Harrison; edizioni musicali Aromando) – Tratta da Mina (1971) / Mina canta i Beatles (1994)
13. Come stai? (feat. Massimiliano Pani) – 4:28 (testo: Massimiliano Pani, Giorgio Calabrese, Claudia Ferrandi – musica: Massimiliano Pani; edizioni musicali Unatira / Euroteam / GSU S.A.) – Tratta da Sorelle Lumière (1992)
14. Il corvo – 3:38 (Marco Luberti; edizioni musicali PDU Italiana / GSU S.A.) – Tratta da Caterpillar (1991)
15. Fortissimo – 5:54 (testo: Lina Wertmüller – musica: Bruno Canfora; edizioni musicali BMG Ariola / Curci) – Tratta da Ti conosco mascherina (1990)
16. Cry Me a River – 5:18 (Arthur Hamilton; edizioni musicali AChappell S.r.l.) – Tratta da Sorelle Lumière (1992)

Durata totale: 69:52

## Versioni tracce
- A praça - versione originale in portoghese (vedi Mina canta o Brasil)
- Can't Take My Eyes Off You - versione in italiano Live '68 Per ricominciare (vedi Mina alla Bussola dal vivo)

## Classifiche
| Classifica (2004) | Posizione massima |
| ----------------- | ----------------- |
| Italia            | 1                 |

### Classifiche di fine anno
| Classifica (2004) | Posizione |
| ----------------- | --------- |
| Italia            | 5         |
| Classifica (2005) | Posizione |
| Italia            | 47        |